# Eueides isabella nigricornis
Eueides isabella nigricornis es una subespecie de Eueides isabella, mariposa de la familia Nymphalidae.

## Descripción
Las antenas son de color negro (en E. isabella eva, el mazo es de color amarillo.). La cabeza es de color negro, y en el área cercana al tórax están presentes dos puntos amarillos. Los palpos son de color negro y amarillo. El tórax es de color negro en vista dorsal y ventral con tres puntos a cada costado. El abdomen es de color negro en su vista dorsal y amarillo en su vista ventral.  El margen costal de las alas anteriores es ligeramente convexo, ápice, muy redondeado, margen externo ligeramente curvo torno no muy agudo, forma un ángulo mayor de 90 grados. El Margen interno o anal es curvo.  Las alas anteriores son de color pardo o café oscuro en su fondo; la celda anal en su mayoría es de color naranja, la región basal es café y en el torno o ángulo no llega hasta el margen externo. Paralelo a la celda anal. Presenta otra mancha anaranjada alargada desde la región basal por la célula discal, que cambia de color por el área postdiscal a ocre y llega hasta el área submarginal entre la celda Cu1-Cu2. Presenta otra mancha de color ocre en forma de reloj de arena en la célula en su parte más apical. Y otra mancha en forma de gota en la celda M3-Cu1. Presenta 4 manchas subapicales de color ocre. Y tres a cuatro manchones de escamas blancas difusas en la región apical. Las alas posteriores, el margen costal es convexo ápice redondo, margen externo ligeramente ondulado torno redondo al igual que el margen anal. El color de fondo es de color café oscuro, en los machos la celda costal y la celda Sc-R1-Rs es más clara,  en las hembras es de color naranja. Las alas posteriores también presentan una mancha anaranjada en forma de “herradura”, la parte abierta hacia el margen anal., haciéndose más clara por la celda anal. Ventralmente las alas son casi del mismo patrón, solo con algunas diferencias: en el ala anterior la celda anal y Cu2-2A es translúcida.  Las cuatro manchas blancas apicales son nítidas. En las alas posteriores presenta una franja anaranjada en la celda Sc-R1-Rs.  En la región marginal un par de puntos blancos pequeños intervenales en la región submarginal otro par de puntos intervenales más grandes. La hembra es similar al macho, con pequeñas diferencias mencionadas arriba.

## Distribución
Suroeste de México, en el estado de Guerrero.

## Ambiente
El Faisán, a los 1100 m s. n. m., en el bosque tropical subperennifolio,  y puede estar asociada posiblemente al mismo tipo de bosques en la Sierra Madre del sur.

## Estado de conservación
No está enlistada en la NOM-059, ni tampoco evaluada por la UICN. 